# A Horse of Another Color (film 1915)
A Horse of Another Color è un cortometraggio muto del 1915. Il nome del regista non viene riportato nei credit del film che fa parte di una serie di western di genere comico prodotti dalla Essanay negli anni dieci. Le storie avevano come protagonisti i personaggi di Slippery Slim e Mustang Pete interpretati, rispettivamente, da Victor Potel e Harry Todd che, di solito, erano rivali nel cercare di conquistare Sophie Clutts. Qui, appare un nuovo personaggio femminile, non a caso definita "la nuova signora di Snakeville" (che è la cittadina che fa da sfondo a tutta la serie), interpretata da Leona Anderson.

## Produzione
Il film fu prodotto dalla Essanay Film Manufacturing Company. Venne girato a Niles. Gilbert M. 'Broncho Billy' Anderson, fondatore della casa di produzione Essanay (che aveva la sua sede a Chicago), aveva individuato nella cittadina californiana di Niles il luogo ideale per trasferirvi una sede distaccata della casa madre. Niles diventò, così, il set dei numerosi western prodotti dalla Essanay.

## Distribuzione
Distribuito dalla General Film Company, il film - un cortometraggio di una bobina - uscì nelle sale cinematografiche USA il 18 marzo 1915.